# Denis Caniza
Denis Ramón Caniza Acuña (Bella Vista Norte, 29 de agosto de 1974) es un exfutbolista y entrenador paraguayo que jugaba como defensa. Se destacó al servicio de la selección de Paraguay durante varios años, portando el brazalete de capitán. Es hasta la fecha el jugador paraguayo con más copas mundiales disputados, con cuatro en total. Actualmente se desempeña como director técnico del Club River Plate de la Primera División B Metropolitana.

## Trayectoria

### Como jugador
Denis Caniza se distinguió como un resuelto defensor paraguayo en el ámbito del fútbol. Su debut aconteció en el Club Olimpia en 1994, estableciendo una asociación sólida con el club, que culminaría en la obtención de varios títulos, y se mantuvo en sus filas hasta la campaña de 1999, cuando se efectuó su traspaso al Club Atlético Lanús, donde militó durante un bienio.
En 2001, se produjo su traslado al fútbol mexicano, recalando en el Santos Laguna, ubicado en Torreón, donde labró una reputación como uno de los defensores más destacados del circuito azteca. Su tiempo en el Santos Laguna marcó un período de consolidación en su carrera. En 2005, firmó con el Cruz Azul, donde se desempeñó por un año antes de ser cedido al club CF Atlas en 2006. Al regresar al Cruz Azul en 2007, Caniza se convirtió en titular indiscutible en la línea defensiva. Sin embargo, en el Torneo Clausura 2008, su participación se redujo significativamente, lo que culminó en su partida del club.
En 2008, regresó a su club de origen, el Olimpia. A pesar de su valioso aporte en términos de calidad y experiencia, su influencia resultó insuficiente para revertir la racha de resultados negativos obtenidos por el Olimpia en las últimas temporadas.
En julio de 2009, después de no renovar su contrato con el Olimpia, se unió a otro equipo paraguayo, el Club Nacional, donde, asumiendo la capitanía, logró conquistar el título del Torneo Clausura 2009, un logro que el equipo tricolor no había experimentado desde 1946.
A pocos días de la conquista, Caniza recibió una oferta proveniente del León de México a la cual el experimentado defensa no se negó. Durante sus breves vacaciones antes de incorporarse a su nuevo equipo, Caniza fue declarado Hijo Dilecto de su ciudad natal, Bella Vista Norte.
En el año 2011, todos los indicios señalaban que el futbolista jugaría nuevamente en su amado club, Olimpia. Sin embargo, tras no alcanzar sus objetivos, llegó a un acuerdo con el Club Nacional para, una vez más, alzarse como campeón en el Torneo Apertura del mismo año, consolidando así su segundo título consecutivo defendiendo los colores de la Academia.
En junio de 2012, tomó la decisión de retirarse del Club Nacional y abandonar el fútbol. No obstante, el director técnico Gustavo Morinigo lo persuadió para unirse nuevamente al plantel y recuperar su nivel. Este proceso llevó varios meses debido a que se había alejado de la práctica antes de la conclusión del Torneo Apertura de ese año debido a una lesión. En la reserva del Club Nacional, se preparó y estuvo a disposición del director técnico durante la segunda mitad del Torneo Clausura, disputando varios partidos tanto como suplente como titular.
En enero de 2013, firmó con el Sportivo Luqueño con la intención de competir por el campeonato. Sin embargo, los resultados desfavorables provocaron la rápida destitución de dos entrenadores. Con la llegada de Alicio Solalinde, el equipo comenzó a recuperarse y abandonó la última posición de la tabla. Denis Caniza asumió un papel de liderazgo en el equipo, según el criterio del entrenador, los jugadores y los directivos. Bajo su dirección, Sportivo Luqueño dio la oportunidad a varios jugadores jóvenes de debutar en el primer equipo, demostrando su calidad. Como resultado, Caniza decidió supervisar a todos ellos en su alojamiento para evitar conductas indisciplinadas propias de la juventud.
El 4 de diciembre de 2014, Denis Caniza disputó su último partido como futbolista profesional, defendiendo en dicha ocasión la casaca de Rubio Ñu, por la jornada final del Torneo Clausura paraguayo.

### Como entrenador
En diciembre de 2014 obtuvo su título de entrenador y a principios del 2015 asumió como director técnico del club 12 de Octubre de la División Intermedia del fútbol paraguayo.
El domingo 29 de marzo renunció como entrenador del 12 de Octubre en pleno amistosos debido a los malos resultados. Aun no dirigió un partido oficial como entrenador.
El miércoles 15 de abril de 2015 se sumó al Cuerpo Técnico de Gustavo Morinigo y será uno de sus asistentes.

## Selección nacional
Ha sido internacional con la selección de Paraguay. Jugó el Mundial de Francia 1998 y fue protagonista junto a sus demás compañeros de aquel recordado juego contra la selección anfitriona en la fase de octavos de final, en el que su equipo estuvo a punto de forzar la definición por tiros desde el punto penal. Participó además en las siguientes tres Copas del Mundo: Corea/Japón 2002, Alemania 2006 y Sudáfrica 2010. Asimismo, estuvo presente en la Copa América 1999 de Paraguay, en la del 2001 de Colombia y en la de Perú 2004.
No participó en la Copa América de Venezuela 2007 pues, tras haber culminado la participación de la selección paraguaya en el Mundial de 2006, había anunciado su retiro del combinado albirrojo por su expreso desacuerdo con la administración de entonces. Tiempo más tarde, el jugador decidió volver a ponerse a disposición del equipo nacional motivado principalmente por el cambio de presidente en la APF. De hecho, fue partícipe de varios partidos del conjunto guaraní en las eliminatorias para el Mundial de Sudáfrica 2010, portando el brazalete de capitán. En dicho torneo, Caniza compitió por cuarta vez en una edición de la Copa Mundial.
| Equipo                          | PJ  | Goles | Periodo   |
| ------------------------------- | --- | ----- | --------- |
| Selección de fútbol de Paraguay | 100 | 1     | 1996-2010 |

### Participaciones en Copas del Mundo
| Mundial                        | Sede                  | Resultado        | Partidos |
| ------------------------------ | --------------------- | ---------------- | -------- |
| Copa Mundial de Fútbol de 1998 | Francia               | Octavos de final | 4        |
| Copa Mundial de Fútbol de 2002 | Corea del Sur y Japón | Octavos de final | 4        |
| Copa Mundial de Fútbol de 2006 | Alemania              | Primera fase     | 3        |
| Copa Mundial de Fútbol de 2010 | Sudáfrica             | Cuartos de final | 1        |

### Participaciones en Copas América
| Copa              | Sede     | Resultado        |
| ----------------- | -------- | ---------------- |
| Copa América 1999 | Paraguay | Cuartos de final |
| Copa América 2001 | Colombia | Fase de grupos   |
| Copa América 2004 | Perú     | Cuartos de final |

### Goles en la Selección
| Resultados | Resultados | Resultados | Resultados     | Lugar     | Estadio          | Fecha               | Tipo     | Gol(es) |
| ---------- | ---------- | ---------- | -------------- | --------- | ---------------- | ------------------- | -------- | ------- |
| Paraguay   | 2          | 2          | Estados Unidos | San Diego | Estadio Qualcomm | 14 de marzo de 1998 | Amistoso | 1 gol   |

Para un total de 1 gol

## Clubes

### Como jugador
| Club               | País      | Año       |
| ------------------ | --------- | --------- |
| Olimpia            | Paraguay  | 1994-1999 |
| Lanús              | Argentina | 1999-2001 |
| Santos Laguna      | México    | 2001-2005 |
| Cruz Azul          | México    | 2005-2006 |
| CF Atlas           | México    | 2006-2007 |
| Cruz Azul          | México    | 2007-2008 |
| Olimpia            | Paraguay  | 2008-2009 |
| León               | México    | 2010      |
| Everton            | Chile     | 2011      |
| Nacional           | Paraguay  | 2011      |
| Deportivo Irapuato | México    | 2012      |
| Santiago Wanderers | Chile     | 2013      |
| Rangers            | Chile     | 2014      |

### Como entrenador
| Club             | País     | Año       |
| ---------------- | -------- | --------- |
| Rubio Ñu         | Paraguay | 2015-2016 |
| Sportivo Luqueño | Paraguay | 2017-2018 |

### Como coordinador de divisiones inferiores
| Club          | País     | Año       |
| ------------- | -------- | --------- |
| Cerro Porteño | Paraguay | 2019-2020 |

## Palmarés
| Título               | Club     | País     | Año  |
| -------------------- | -------- | -------- | ---- |
| Campeonato Paraguayo | Olimpia  | Paraguay | 1995 |
| Campeonato Paraguayo | Olimpia  | Paraguay | 1997 |
| Campeonato Paraguayo | Olimpia  | Paraguay | 1998 |
| Campeonato Paraguayo | Olimpia  | Paraguay | 1999 |
| Torneo Clausura      | Nacional | Paraguay | 2009 |
| Torneo Apertura      | Nacional | Paraguay | 2011 |

### Distinciones individuales
| Distinción             | Otorgada por                             | Año  |
| ---------------------- | ---------------------------------------- | ---- |
| Condecoración Especial | Presidencia de la República del Paraguay | 2010 |